# Ilja Glusgal
Ilja Glusgal (* 24. Juli 1921 in Berlin; † 17. April 1983 in San Francisco) war ein zunächst deutscher Jazz- und Unterhaltungsmusiker (Schlagzeug, dann Gesang), der in die USA auswanderte.

## Leben und Wirken
Glusgal spielte 1942 Schlagzeug bei Bully Buhlan und bei Lubbo D’Orio; 1946 gehörte er zum RBT-Orchester. Dort entdeckte Michael Jary seine Qualitäten als Sänger. Bis 1948 wirkte er bei Walter Dobschinski, um dann eine eigene Karriere als Sänger zu beginnen, wobei er teilweise von einer eigenen Band begleitet wurde. Bis 1950 nahm er für Amiga, dann für Philips auf. Erfolge hatte er mit Angelina, Chi Baba und Bongo, Bongo. Zwischen 1952 und 1956 trat er in Musikfilmen wie Tanzende Sterne, Blume von Hawaii oder Hotel Allotria auf. 1956 spielte er auch in Michael Jarys Musical Herz am Spieß. Er ist auf Schallplatten auch mit Kurt Henkels, der AMIGA Star Band, Johannes Fehring, Kurt Abraham, Heinz Kretzschmar, Adolf Steimel und dem Heinz Becker Barquintett (Jeepers Creepers) zu hören. Vermutlich Ende der 1950er Jahre wanderte er in die USA aus; 1964 wirkte er am Olympia-Ball des ZDF mit.

## Filmografie
- 1952: Tanzende Sterne
- 1953: Die Kaiserin von China
- 1953: Blume von Hawaii
- 1954: Große Star-Parade
- 1954: Geld aus der Luft
- 1955: Wie werde ich Filmstar?
- 1956: Hotel Allotria

## Lexikalische Einträge
- Jürgen Wölfer: Jazz in Deutschland. Das Lexikon. Alle Musiker und Plattenfirmen von 1920 bis heute. Hannibal, Höfen 2008, ISBN 978-3-85445-274-4.

| Personendaten    | Personendaten                            |
| ---------------- | ---------------------------------------- |
| NAME             | Glusgal, Ilja                            |
| KURZBESCHREIBUNG | deutscher Jazzmusiker und Schlagersänger |
| GEBURTSDATUM     | 24. Juli 1921                            |
| GEBURTSORT       | Berlin                                   |
| STERBEDATUM      | 17. April 1983                           |
| STERBEORT        | San Francisco                            |